# 項守禮
項守禮（1513年—？），字進伯，號减峰，浙江寧波府奉化縣人，軍籍，明朝政治人物。

## 生平
嘉靖二十二年（1543年）癸卯科浙江鄉試第五十名舉人。嘉靖二十三年（1544年）聯捷甲辰科進士。授工部营缮司主事，提督神木厂等工，历升南京刑部员外郎、郎中，善决疑案。出为山东济南府知府，有治绩。官至山西按察副使，整饬井陉、龙泉、倒馬三关兵备。以内艰去任。

## 家族
曾祖項愫，山西道監察御史；祖父項頴，府學訓導；父項秀，歲貢生。母周氏。严侍下。弟守義、守廉。